# Plestiodon coreensis
Plestiodon coreensis là một loài thằn lằn trong họ Scincidae. Loài này được Doi & Kamita mô tả khoa học đầu tiên năm 1937.